# خوان ماتيو
خوان ماتيو هو لاعب كرة قاعدة دومينيكاني، ولد في 17 ديسمبر 1982 في باني في جمهورية الدومينيكان.

## وصلات خارجية
- خوان ماتيو على موقعبيزبول رفرنس.كوم (الدوري الرئيسي) (الإنجليزية)
- خوان ماتيو على موقعبيزبول رفرنس.كوم (الدوري الثانوي) (الإنجليزية)